# Sericanthe toupetou
Sericanthe toupetou là một loài thực vật thuộc họ Rubiaceae. Loài này có ở Bờ Biển Ngà và Ghana. Chúng hiện đang bị đe dọa vì mất môi trường sống.